# Kanton Saint-Laurent-sur-Gorre
Kanton Saint-Laurent-sur-Gorre (francouzsky Canton de Saint-Laurent-sur-Gorre) je francouzský kanton v departementu Haute-Vienne v regionu Limousin. Tvoří ho šest obcí.

## Obce kantonu
- Cognac-la-Forêt
- Gorre
- Saint-Auvent
- Saint-Cyr
- Sainte-Marie-de-Vaux
- Saint-Laurent-sur-Gorre